# Direction du développement et de la coopération
Pour les articles homonymes, voir DDC.
La Direction du développement et de la coopération (DDC) est l'agence de coopération internationale de la Confédération suisse. Situé à Berne et rattaché au Département fédéral des affaires étrangères (DFAE), cet organisme est chargé des activités d’aide humanitaire et de coopération au développement avec les pays du Sud et de l’Est.
La DDC compte 1 500 collaborateurs à Berne et dans le monde et dispose d’un budget de 1,8 milliard de francs suisses (2012). 18 % des moyens de la DDC sont consacrés à l’aide humanitaire, 72 % à la coopération au développement et 10 % aux pays de l’Est ou à titre de contribution à l’élargissement de l’UE.
En février 2011, le Parlement suisse a décidé de faire passer l’aide publique au développement (APD) à 0,5 % du revenu national brut d’ici à 2015. Avec ce taux d’APD, la Suisse se situerait dans la moyenne des pays donateurs de l'Organisation de coopération et de développement économiques (moyenne de l’OCDE: 0,49 % en 2010).

## Historique
En 1944, juste avant la fin de la Seconde Guerre mondiale, le Conseil fédéral met sur pied le Don suisse pour les victimes de la guerre, un groupe d’œuvres d’entraide créé pour quatre ans qui affecte quelque 200 millions à la lutte contre la faim, les maladies et le manque d’abris dans l’Europe du Sud et de l’Ouest.
1948 voit le début de l’aide directe de la Confédération suisse qui dépêche des experts à l’étranger, puis 1950 la première contribution financière au programme de l’Organisation des Nations unies en faveur des économies les plus faibles.
Au début des années soixante, les aides bilatérale et multilatérale sont regroupées au sein du  Service (Délégué) de la coopération technique, donnant ainsi naissance en 1961 à l’ancêtre de l’actuelle DDC. En 1968, qui est aussi l’année de la Déclaration de Berne, le premier coordinateur de la coopération technique prend ses fonctions en Inde. Ce modèle fait école et des bureaux de coordination voient le jour dans de nombreux pays au cours des années suivantes.
En 1973 le Corps suisse d’aide humanitaire (CSA) voit le jour, suivi quelques années plus tard, en 1981, par la Chaîne de sauvetage qui viendra compléter ses activités. En parallèle, l’aide humanitaire est intégrée à la coopération au développement qui est renommée Direction de la coopération au développement et de l'aide humanitaire (DDA).
Quelques mois seulement après la chute du mur de Berlin, le Parlement suisse approuve un premier crédit-cadre de 250 millions de francs destiné à des mesures immédiates en faveur de la Pologne, de la Hongrie et de la Tchécoslovaquie, programme qui s'étend ensuite progressivement à d’autres pays.
En 1995 l’intégration du Bureau pour la coopération avec l'Europe de l'Est (BCE) mène à la création de la Direction de la coopération au développement, de l'aide humanitaire et de la coopération technique avec l'Europe centrale et orientale (DDACE). Ce nom sera finalement simplifié en Direction du développement et de la coopération (DDC) dès 1996.
Le peuple suisse approuve en 2006 la loi fédérale sur la coopération avec les États d’Europe de l’Est, laquelle implique le versement par la Suisse, d’une contribution d'un milliard de francs en vue de réduire les inégalités économiques et sociales dans dix pays de l’Europe de l’Est et du Sud-Est ayant adhéré à l’UE en 2004. Ces pays sont rejoints par la Bulgarie et la Roumanie en 2009.
En 2011 le parlement suisse décide de porter l’aide publique au développement à 0,5 % du produit intérieur brut d’ici à 2015. Les fonds supplémentaires mis à disposition sont investis dans les secteurs de l’eau et du climat ainsi que dans des activités multilatérales mises en œuvre dans le cadre de l’ONU et des banques internationales de développement.

## Mission
Les activités de la DDC reposent sur l’art. 54 de la Constitution fédérale, la loi fédérale du 19 mars 1976 sur la coopération au développement et l'aide humanitaire internationales ainsi que sur la loi fédérale du 24 mars 2006 concernant la coopération avec les États d'Europe de l'Est. La stratégie de la Confédération 2013–2016 en matière de coopération internationale est détaillée dans un message adopté par le Parlement suisse en septembre 2012.
La Suisse s’engage en faveur de la réduction de la pauvreté et poursuit cinq objectifs: 
1. prévenir et gérer les crises, les conflits et les catastrophes;
2. assurer au plus grand nombre un juste accès aux ressources et aux prestations;
3. promouvoir une croissance économique durable;
4. soutenir une transition vers des systèmes démocratiques et de marché;
5. agir pour une mondialisation qui encourage un développement socialement responsable et qui préserve l’environnement.

## Organisation
La DDC est composée comme dans les grandes unités comme suit :
- État-major de direction
- Bureau de la Commission consultative  de la coopération internationale
- Division Partenariats institutionnels
- Division Planification financière stratégique et conseil
- Domaine de direction Coopération globale
- Domaine de direction Coopération Sud
- Domaine de direction Coopération avec l'Europe de l'Est
- Domaine de direction Aide humanitaire et Corps suisse d'aide humanitaire^

### État-major de direction
L'État-major de direction de la DDC est l'organe d'aide à la conduite et de coordination de la DDC.
L'EM de direction est composé des unités suivantes :
- Section Affaires Politique fédérale
- Section Évaluation et Contrôle de Gestion
- Service spécialisé Gestion de la communication
- Service spécialisé Statistiques
- Responsable de programme pour la numérisation

### Domaine de direction Coopération globale
Le Domaine de direction Coopération globale est responsable pour le financement des projets dépassant les frontières nationales.
Ce domaine de direction est divisé comme par type de projet :
- État-major Coopération globale
- Division Savoir-Apprentissage-Culture
- Division Analyse et politique
- Division Institutions globales
- Division Programme global Changement climatique et environnement
- Division Programme global Sécurité alimentaire
- Division Programme global Santé
- Division Programme global Migration et Développement
- Division Programme global Eau

### Domaine de direction Coopération Sud
Le Domaine de direction Coopération Sud est responsable pour les projets financés dans les pays du Sud.
Il est divisé par région géographique :
- État-major Coopération Sud
- Division Afrique de l'Ouest
- Division Division Afrique orientale et australe
- Division Moyen-Orient et Afrique du Nord
- Division Asie
- Division Amérique latine et Caraïbes

### Domaine Coopération avec l'Europe de l'Est
Le Domaine Coopération avec l'Europe de l'Est s'occupe des programmes de développement pour les pays dans l'ancien bloc soviétique et des Balkans occidentaux.
Ce domaine est divisé comme suit :
- État-major
- Section Eurasie (Moldavie, Caucase du Sud, Asie centrale et Ukraine)
- Section Balkans occidentaux (Albanie, Bosnie et Herzégovine, Serbie, Kosovo et Macédoine du Nord)
- Division nouveaux États membres de l'UE (contribution à l'élargissement)

### Domaine Aide humanitaire et CSA
Le Domaine Aide humanitaire et CSA s'occupe de l'aide humanitaire, à savoir le soulagement des populations civiles lors de catastrophes naturelles.
Ce domaine est divisé comme suit :
- État-major Aide humanitaire et CSA
- Division Affaires multilatérales
- Division Afrique
- Division Europe, Asie et Amériques
  - Service spécialisé Rapid Response
- Division Moyen-Orient et Afrique du Nord
- Section Équipement et logistique
- Section Ressources terrain
- Corps suisse d'aide humanitaire (CSA)

## Activités
Les activités de la DDC empruntent différents canaux et reposent sur 
- des "programmes bilatéraux réalisés directement avec des pays et régions prioritaires ainsi que des coopérations avec des acteurs étatiques ou non étatiques, le secteur privé et des établissements de recherche"
- une "participation financière et présence active au sein de treize organisations multilatérales"
- des programmes globaux qui permettent de "répondre de manière innovante à des problèmes de pauvreté, de développement et de transition, renforcer l’impact et la portée des moyens engagés et influer efficacement sur la politique des organisations multilatérales ainsi que sur la politique internationale (négociation de normes applicables à l’échelle mondiale)"[9]

### Coopération bilatérale
La Suisse mène ses propres projets dans des pays ou régions prioritaires.

### Coopération multilatérale
La Suisse maintient une participation financière et une présence active au sein de plusieurs organisations multilatérales prioritaires.

### Programmes globaux
Les programmes visent à répondre aux grands défis mondiaux qui pèsent sur la réduction de la pauvreté: crise de l'eau, sécurité alimentaire, migration et changement climatique. L'engagement se fait sous trois formes: la mise en œuvre de projets novateurs, la diffusion des savoirs et expériences du terrain et l'établissement d'un dialogue politique.

### Société civile
La coopération internationale de la Suisse s'appuie sur des organisations non gouvernementales qui viennent compléter le travail effectué par la Confédération.

### Secteur privé
La Suisse collabore avec le secteur privé au sein de partenariats public-privé pour le développement et promeut le dialogue avec le secteur privé.

### Institutions de recherche
La Suisse finance la recherche en se concentrant sur la résolution des problèmes de portée globale.

## Pays et régions prioritaires
| Activités                                                                  | Pays et régions prioritaires |  |
| -------------------------------------------------------------------------- | --- |  |
| Coopération bilatérale au développement                                    | Bénin, Burkina Faso, Mali, Mozambique, Tanzanie, Bangladesh, Mongolie, Bolivie, Cuba et Amérique centrale, y inclus les contextes fragiles que sont Grands Lacs, Corne de l’Afrique, Niger, Afrique australe, Tchad, Afrique du Nord et Proche-Orient, Hindou Kouch, Mékong, Népal et Haïti. |  |
| Coopération avec l'Europe de l'Est et la Communauté des États indépendants | Albanie, Asie centrale, Bosnie et Herzégovine, Caucase du Sud, Kosovo, Serbie, Macédoine, Moldavie et Ukraine. |  |
| Contribution à l’élargissement de l’Union européenne                       | Bulgarie, Estonie, Hongrie, Lettonie, Lituanie, Pologne, République tchèque, Roumanie, Slovaquie, Slovénie, Chypre et Malte. |  |
| Aide humanitaire                                                           | Afrique du Nord, Corne de l'Afrique, RDC Congo/Kivu, Sahel/Mali, Soudan/Sud-Soudan, Zimbabwe, Proche Orient/Syrie, Corée du Nord, Sri Lanka, Myanmar et Colombie (situation février 2013).                                                                                                   |  |

## Liste des directeurs
| Période     | Directeur          |
| ----------- | ------------------ |
| 1961-1962   | Hans Keller        |
| 1963-1966   | August R. Lindt    |
| 1967-1974   | Sigismond Marcuard |
| 1974-1982   | Marcel Heimo       |
| 1982-1993   | Fritz Staehelin    |
| 1993-2008   | Walter Fust        |
| 2008-2014   | Martin Dahinden    |
| Depuis 2014 | Manuel Sager       |